# Première circonscription législative d'Estonie

Localisation de la circonscription

La première circonscription législative d'Estonie est une circonscription électorale de l'Estonie. Elle est composée de trois arrondissements de Tallinn : Haabersti, Põhja-Tallinn et Kristiine. Elle est représentée par neuf sièges au Riigikogu.

## Résultats

### Années 2020

#### 2023
| Parti                  | Parti                                         | Voix   | %     | +/-   | Sièges | +/-           | A.S.c. |
| ---------------------- | --------------------------------------------- | ------ | ----- | ----- | ------ | ------------- | ------ |
|                        | Parti de la réforme d'Estonie (ERE)           | 19 346 | 31,40 | 2,39  | 3      | en stagnation | +1     |
|                        | Parti du centre d'Estonie (EKE)               | 12 870 | 20,89 | 9,27  | 2      | 1             | +2     |
|                        | Estonie 200 (E200)                            | 9 638  | 15,64 | 10,95 | 1      | 1             | +1     |
|                        | Parti social-démocrate (SDE)                  | 6 165  | 10,01 | 0,10  | 1      | en stagnation | -      |
|                        | Parti populaire conservateur d'Estonie (EKRE) | 5 956  | 9,67  | 1,65  | 1      | en stagnation | -      |
|                        | Isamaa (IE)                                   | 3 471  | 5,63  | 3,18  | 0      | 1             | +1     |
|                        | Parti de la gauche unie d'Estonie (EÜVP)      | 2 016  | 3,27  | 3,15  | 0      | en stagnation | -      |
|                        | La Droite (P)                                 | 1 404  | 2,28  | Nv.   | 0      | en stagnation | -      |
|                        | Parti vert estonien (EER)                     | 665    | 1,08  | 2,14  | 0      | en stagnation | -      |
|                        | Indépendant                                   | 79     | 0,13  | -     | 0      | en stagnation |        |
|                        |                                               |        |       |       |        |               |        |
| Votes valides          | Votes valides                                 | 61 610 | 99,37 |       |        |               |        |
| Votes invalides        | Votes invalides                               | 400    | 0,64  |       |        |               |        |
| Total                  | Total                                         | 62 010 | 100   | -     | 8      | 1             | 5      |
| Abstentions            | Abstentions                                   | 33 650 | 35,18 |       |        |               |        |
| Inscrits/Participation | Inscrits/Participation                        | 95 660 | 64,82 |       |        |               |        |

| Parti | Parti | Députés                                                                                   |
| ----- | ----- | ----------------------------------------------------------------------------------------- |
|       | ERE   | - Kristen Michal - Pärtel-Peeter Pere - Signe Riisalo - Kristo Enn Vaga (C)               |
|       | EKE   | - Vadim Belobrovtsev - Anastassia Kovalenko-Kõlvart - Andre Hanimägi (C) - Tanel Kiik (C) |
|       | E200  | - Johanna-Maria Lehtme - Hendrik Johannes Terras (C)                                      |
|       | SDE   | - Raimond Kaljulaid                                                                       |
|       | EKRE  | - Varro Vooglaid                                                                          |
|       | IE    | - Riina Solman (C)                                                                        |

### Années 2010

#### 2019
| Parti                   | Parti                                         | Voix   | %     | +/-  | Sièges | +/-           | A.S.c. |
| ----------------------- | --------------------------------------------- | ------ | ----- | ---- | ------ | ------------- | ------ |
|                         | Parti du centre d'Estonie (EKE)               | 16 950 | 30,16 | 3,42 | 3      | en stagnation | +1     |
|                         | Parti de la réforme d'Estonie (ERE)           | 16 299 | 29,01 | 3,90 | 3      | 1             | -      |
|                         | Parti populaire conservateur d'Estonie (EKRE) | 6 361  | 11,32 | 6,02 | 1      | 1             | -      |
|                         | Parti social-démocrate (SDE)                  | 5 683  | 10,11 | 3,59 | 1      | en stagnation | +1     |
|                         | Isamaa (IE)                                   | 4 950  | 8,81  | 3,96 | 1      | en stagnation | -      |
|                         | Estonie 200 (E200)                            | 2 635  | 4,69  | Nv.  | 0      | en stagnation |        |
|                         | Parti vert estonien (EER)                     | 1 812  | 3,22  | 2,26 | 0      | en stagnation |        |
|                         | Parti de la biodiversité (EE)                 | 639    | 1,14  | Nv.  | 0      | en stagnation |        |
|                         | Parti libre d'Estonie (EVA)                   | 464    | 0,83  | 7,26 | 0      | en stagnation |        |
|                         | Parti de la gauche unie d'Estonie (EÜVP)      | 70     | 0,12  | 0,05 | 0      | en stagnation |        |
|                         | Indépendants (2)                              | 328    | 0,58  | -    | 0      | en stagnation |        |
|                         |                                               |        |       |      |        |               |        |
| Votes valides           | Votes valides                                 | 56 191 | 99,05 |      |        |               |        |
| Votes invalides         | Votes invalides                               | 538    | 0,95  |      |        |               |        |
| Total                   | Total                                         | 56 729 | 100   | -    | 9      | 2             | 2      |
| Abstentions             | Abstentions                                   | 28 740 | 33,63 |      |        |               |        |
| Inscrits/Participations | Inscrits/Participations                       | 85 469 | 66,37 |      |        |               |        |

| Parti | Parti | Députés                                                                      |
| ----- | ----- | ---------------------------------------------------------------------------- |
|       | EKE   | - Raimond Kaljulaid - Marek Jürgenson - Vadim Belobrovtsev - Kalev Kallo (C) |
|       | ERE   | - Kristen Michal - Arto Aas - Heidy Purga                                    |
|       | EKRE  | - Urmas Reitelmann                                                           |
|       | SDE   | - Sven Mikser - Riina Sikkut                                                 |
|       | IE    | - Tarmo Kruusimäe                                                            |

#### 2015
| Parti                  | Parti                                         | Voix   | %     | +/-  | Sièges | +/-           | A.S.c. |
| ---------------------- | --------------------------------------------- | ------ | ----- | ---- | ------ | ------------- | ------ |
|                        | Parti du centre d'Estonie (EKE)               | 18 916 | 33,58 | 1,20 | 3      | en stagnation | +2     |
|                        | Parti de la réforme d'Estonie (ERE)           | 14 149 | 25,11 | 1,60 | 2      | en stagnation | -      |
|                        | Parti social-démocrate (SDE)                  | 7 718  | 13,70 | 0,02 | 1      | en stagnation | -      |
|                        | Union Pro Patria et Res Publica (IRL)         | 7 193  | 12,77 | 8,06 | 1      | 1             | -      |
|                        | Parti libre d'Estonie (EVA)                   | 4 557  | 8,09  | Nv.  | 0      | en stagnation | +1     |
|                        | Parti populaire conservateur d'Estonie (EKRE) | 2 986  | 5,30  | 4,69 | 0      | en stagnation | -      |
|                        | Parti vert estonien (EER)                     | 539    | 0,96  | 1,18 | 0      | en stagnation | -      |
|                        | Parti de l'indépendance estonienne (EIP)      | 107    | 0,19  | 0,04 | 0      | en stagnation | -      |
|                        | Parti de l'unité nationale (RÜE)              | 89     | 0,16  | Nv.  | 0      | en stagnation | -      |
|                        | Parti de la gauche unie estonienne (EUV)      | 39     | 0,07  | Nv.  | 0      | en stagnation | -      |
|                        | Indépendant                                   | 46     | 0,08  | -    | 0      | en stagnation |        |
|                        |                                               |        |       |      |        |               |        |
| Votes valides          | Votes valides                                 | 56 339 | 99,45 |      |        |               |        |
| Votes invalides        | Votes invalides                               | 311    | 0,55  |      |        |               |        |
| Total                  | Total                                         | 56 650 | 100   | -    | 7      | 1             | 3      |
| Abstentions            | Abstentions                                   | 25 555 | 31,09 |      |        |               |        |
| Inscrits/Participation | Inscrits/Participation                        | 82 205 | 68,91 |      |        |               |        |

| Parti | Parti | Députés                                                                               |
| ----- | ----- | ------------------------------------------------------------------------------------- |
|       | EKE   | - Mihhail Kõlvart - Märt Sults - Viktor Vassiljev - Kalev Kallo (C) - Lauri Laasi (C) |
|       | ERE   | - Kristen Michal - Heidy Purga                                                        |
|       | SDE   | - Eiki Nestor                                                                         |
|       | IRL   | - Ken-Marti Vaher                                                                     |
|       | EVA   | - Külliki Kübarsepp (C)                                                               |

#### 2011
| Parti                  | Parti                                          | Voix   | %     | +/-  | Sièges | +/-           | A.S.c. |
| ---------------------- | ---------------------------------------------- | ------ | ----- | ---- | ------ | ------------- | ------ |
|                        | Parti du centre d'Estonie (EKE)                | 17 072 | 32,38 | 0,96 | 3      | 1             | +1     |
|                        | Parti de la réforme d'Estonie (ERE)            | 12 396 | 23,51 | 1,30 | 2      | en stagnation | +1     |
|                        | Union Pro Patria et Res Publica (IRL)          | 10 984 | 20,83 | 1,26 | 2      | 1             | -      |
|                        | Parti social-démocrate (SDE)                   | 7 210  | 13,68 | 4,28 | 1      | en stagnation | -      |
|                        | Les Verts (EER)                                | 1 128  | 2,14  | 5,01 | 0      | en stagnation | -      |
|                        | Union populaire estonienne (ERL)               | 324    | 0,61  | 0,59 | 0      | en stagnation | -      |
|                        | Parti russe en Estonie (VEE)                   | 683    | 1,30  | 1,05 | 0      | en stagnation | -      |
|                        | Parti des démocrates-chrétiens estoniens (EKD) | 249    | 0,47  | 1,79 | 0      | en stagnation | -      |
|                        | Parti de l'indépendance estonienne (EIP)       | 123    | 0,23  | 0,04 | 0      | en stagnation | -      |
|                        | Indépendants (3)                               | 2 553  | 4,84  | -    | 0      | en stagnation |        |
|                        |                                                |        |       |      |        |               |        |
| Votes valides          | Votes valides                                  | 52 722 | 99,22 |      |        |               |        |
| Votes invalides        | Votes invalides                                | 414    | 0,78  |      |        |               |        |
| Total                  | Total                                          | 53 136 | 100   | -    | 8      | 2             | 2      |
| Abstentions            | Abstentions                                    | 23 053 | 30,26 |      |        |               |        |
| Inscrits/Participation | Inscrits/Participation                         | 76 189 | 69,74 |      |        |               |        |

| Parti | Parti | Députés                                                            |
| ----- | ----- | ------------------------------------------------------------------ |
|       | EKE   | - Deniss Boroditš - Jana Toom - Viktor Vassiljev - Kalev Kallo (C) |
|       | ERE   | - Taavi Rõivas - Tarmo Leinatamm - Remo Holsmer (C)                |
|       | IRL   | - Andres Herkel - Ken-Marti Vaher                                  |
|       | SDE   | - Eiki Nestor                                                      |